# Угорська соціал-демократична партія
Угорська соціал-демократична партія (угор. Magyarorszagi Szociáldemokrata Párt вимовляється [ˈmɒɟɒrorsaːɡi ˈsot͡sijaːldɛmokrɒtɒ ˈpaːrt], MSZDP) — невелика соціал-демократична політична партія в Угорщині, заснована в 1890 році, проіснувавши до 1948. Знову відновлена з 1988 року. Член Партії європейських соціалістів та Соцінтерну. На парламентських виборах 2010 року отримала 0.08 % голосів, не отримавши жодного місця в парламенті.
Одним із лідерів партії після Другої світової війни були Анна Кетлі та Міклош Такач (1906—1967).

## Огляд
Угорщина у складі Австро-Угорщини:
- 1868–1890 Загальна асоціація робітників (Általános Munkásegylet)
- 1890–1918 Угорська соціал-демократична партія (Magyarországi Szociáldemokrata Párt) - незалежна партія

Угорщина як незалежна держава:
- 1918–1939 Угорська соціал-демократична партія (Magyarországi Szociáldemokrata Párt) - незалежна партія
- 1939–1948 Соціал-демократична партія (Szociáldemokrata Párt) - об'єдналася з Угорською партією трудящих
- жовтень 1956 – листопад 1956 Соціал-демократична партія (Szociáldemokrata Párt)
- 1989 Угорська соціал-демократична партія (Magyarországi Szociáldemokrata Párt)